# Šigeharu Ueki
Šigeharu Ueki (japonsko 植木 繁晴), japonski nogometaš in trener, * 13. september 1954, Kavasaki, Japonska † 11. april 2024, Maebaši, Japonska.
Za japonsko reprezentanco je odigral eno uradno tekmo.